# بان زيمينغ
بان زيمينغ (بالصينية: 潘喜明) (11 يناير 1993 بشنيانغ في الصين - ) هو لاعب كرة قدم صيني في مركز الدفاع.

## روابط خارجية
- بان زيمينغ على موقع قاعدة بيانات كرة القدم.إي يو (الإنجليزية)
- بان زيمينغ على موقع Soccerway.com (الإنجليزية)
- بان زيمينغ على موقع اللجنة الأولمبية الصينية (الإنجليزية)